# Daewoo Lacetti
Daewoo Lacetti là một dòng xe cỡ nhỏ sản xuất bởi công ty ô tô Hàn Quốc GM Daewoo từ năm 2002. Thế hệ Lacetti đầu tiên là loại sedan bốn cửa, một phiên bản hatchback năm cửa hay một phiên bản station wagon năm cửa. Dòng sedan và wagon được thiết kế bởi Pininfarina và dòng hatchback bởi Giorgetto Giugiaro. Chiếc hatchback, được gọi là Lacetti-5 ở Hàn Quốc, được giới thiệu vào mùa hè năm 2003. Một phiên bản cải tiến được ra mắt năm 2005.
Năm 2008 thế hệ Lacetti thứ hai ra đời, là một phiên bản lấy cơ sở từ Chevrolet Cruze.

## Thế hệ đầu tiên (2002–2008)

### Thị trường

#### Australia
Tại Australia và New Zealand, Daewoo Lacetti được bán trong một thời gian ngắn từ năm 2003 tới năm 2004 với mẫu sedan 4 cửa. Trong cuộc Khủng hoảng Kinh tế châu Á, Daewoo mất khả năng trả nợ kỹ thuật và công ty rút khỏi thị trường Australia.

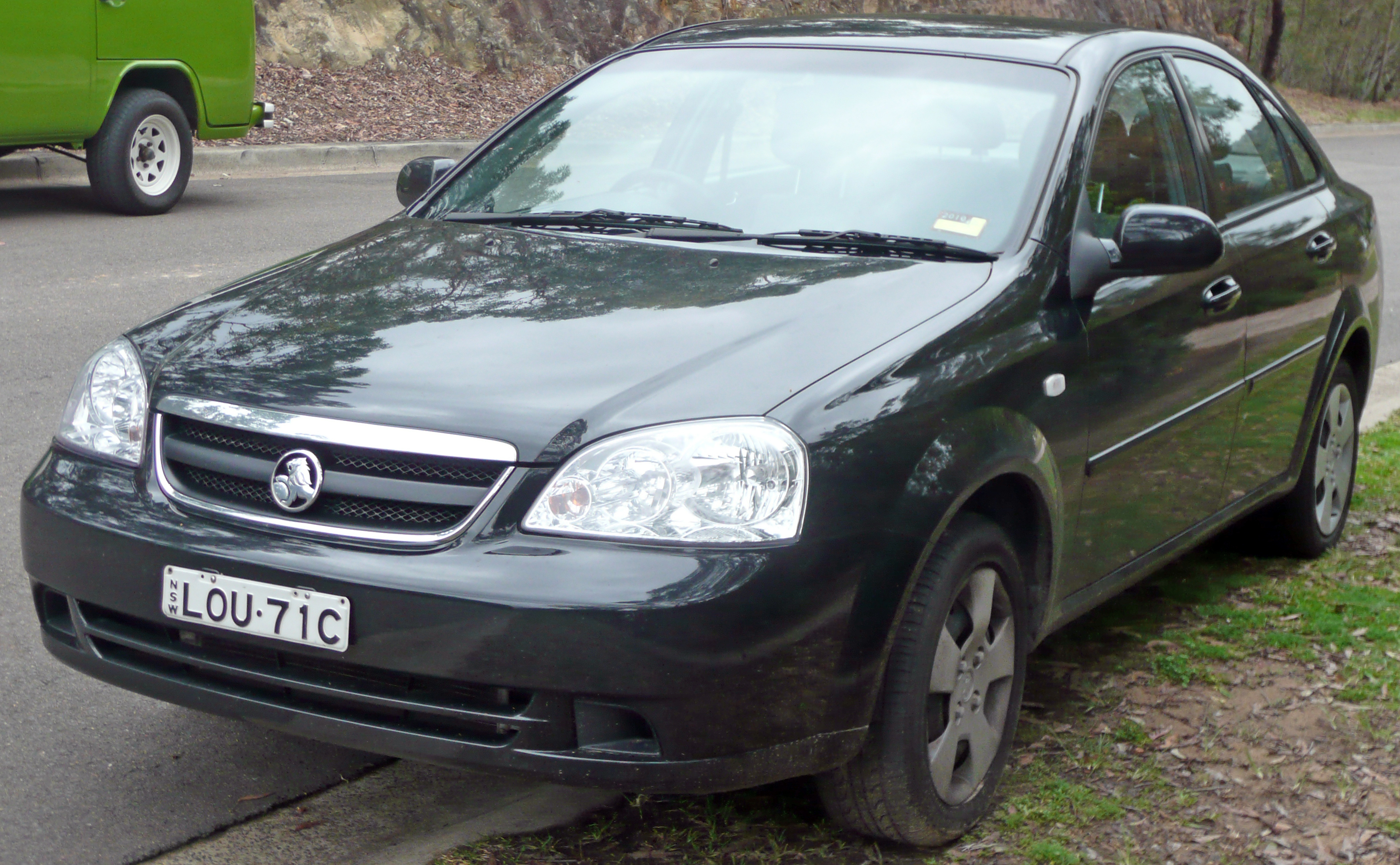
2005–2007 Holden Viva sedan

Từ năm 2005, Lacetti (sedan và wagon) và Lacetti 5 lại được bán cùng nhau với tên gọi Holden Viva. Nó được giới thiệu vào cùng khoảng thời gian với chiếc Holden Barina dựa trên Daewoo Kalos. Tuy nhiên, không giống dòng Barian, chiếc Viva được cho là dòng dưới của Holden Astra như một lựa chọn kinh tế.
Dù giá của Viva thấp hơn so với Astra (AUD$17.990 so với AUD$21.990), Astra tiếp tục được tiêu thụ mạnh hơn Viva ở mức hai trên một.
Với việc cho ra mắt chiếc Holden Cruze hoàn toàn mới vào giữa năm 2009 Viva sẽ dừng bán ở Australia và hiện tại nó đã bị rút khỏi website Holden.

#### Canada
Lacetti có mặt ở Canada dưới tên gọi Chevrolet Optra với hai model, hatchback 4 cửa (the Optra5), và Optra Wagon, tất cả đều ở mức độ bố trí LS hay LT. Dòng sedan được bán năm 2004 và 2005, nhưng đã bị rút bỏ năm 2006. Tất cả đều sử dụng máy 2.0 L inline-4 D-TEC, công suất 119 hp (89 kW) ở 5400 rpm và 126 ft•lbf (171 N•m) mômen xoắn ở 4000 rpm, dẫn động bánh trước bằng truyền động tay 5 cấp hay tự động 4 cấp. Dù là xe cỡ nhỏ và sử dụng động cơ 2.0L, chiếc xe có độ tiết kiệm nhiên liệu kém ở mức 10.7L/ 100 km trong thành phố và 7.4 trên đường cao tốc kém hơn những chiếc xe hạng trung như Toyota Camry hay Honda Accord.
Chiếc xe được coi là linh hoạt và lái dễ chịu và ở mức giá chấp nhận được cho một chiếc xe gia đình nhỏ. Phanh là phanh đĩa, trước và sau. Chiếc Optra ở mức giữa Cobalt và Aveo, và nó thay thế chiếc Daewoo Nubira.

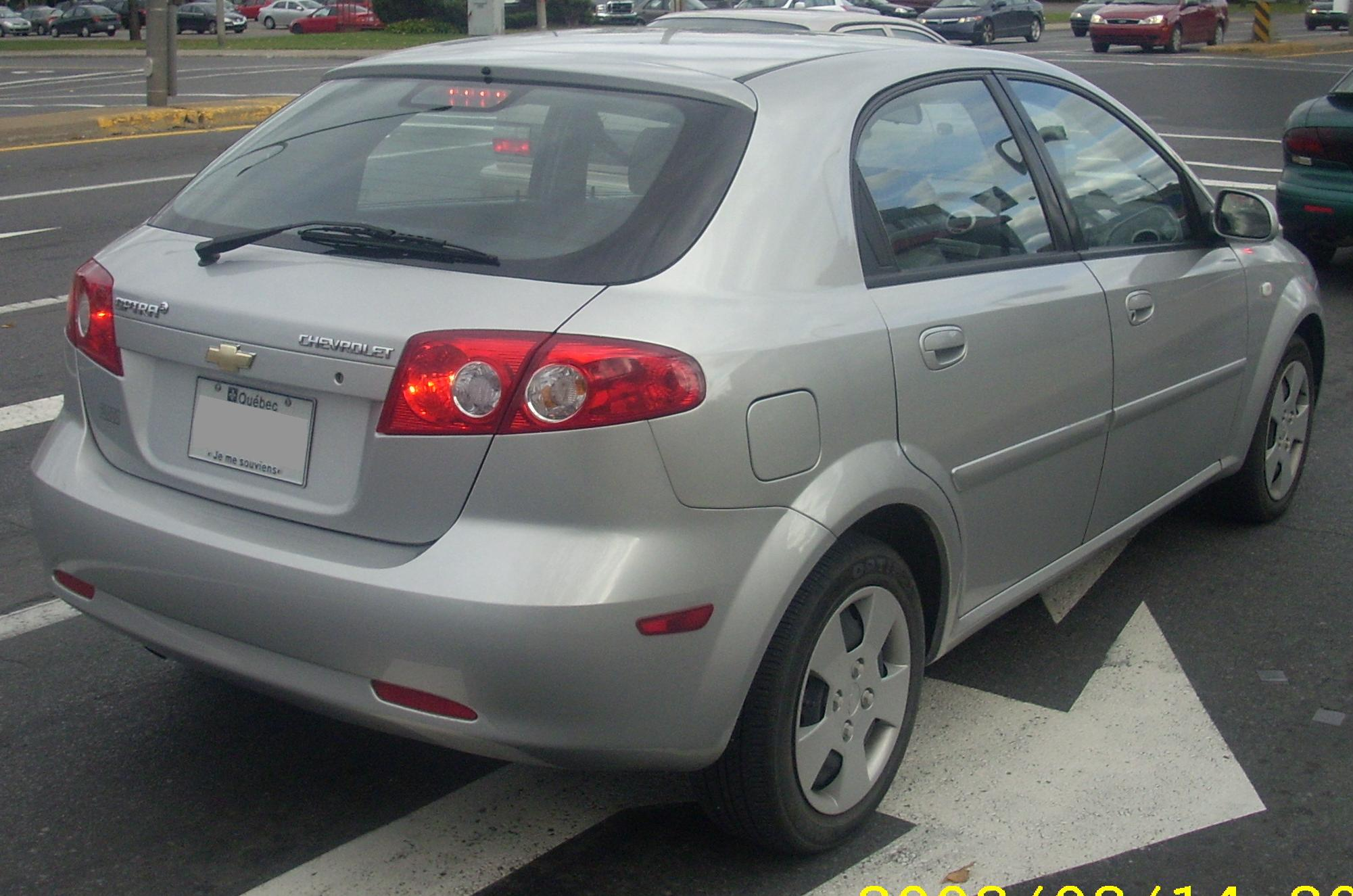
Chevrolet Optra5 (Canada)

Hệ thống treo độc lập, bánh 15 inch, và CD player là tiêu chuẩn trên chiếc sedan LS, với ABS và điều hoà tuỳ chọn; bản LT có điều hoà tiêu chuẩn và kiểm soát cruise, đèn sương mù tiêu chuẩn trên cả LS & LT và một tuỳ chọn cửa nóc. Chiều dài xe là 177.7 in (4515 mm) trên chiều dài cơ sở 102.4 in (2600 mm); chiều rộng 67.9 in (1725 mm), chiều cao 56.9 in (1445 mm) và trọng lượng 2756 lb (1250 kg). Dòng sedan được xếp hạng là Xe có độ xả khí thải rất thấp.
Chiếc Optra5 hatchback được đưa vào dòng xe năm 2005 và là tạm thời về kiểu dáng và trang bị với đèn trước kiểu đèn pha và đèn sương mù, thấu kính cho đèn sau và phần nhô ra trước sau tối thiểu với chiều dài chỉ 169 in (4295 mm) trên cùng chiều dài cơ sở, chiều dài và chiều rộng. Trọng lượng là 2765 lb (1254 kg). Ngoài những tuỳ chọn tương đương trên dòng LS và LT, một gói tuỳ chọn gồm bánh hợp kim, cửa nóc, tấm lái ngang, tay lái bọc da và nút kéo và các nút điều khiển hệ thống âm thanh 8 loa trên vô lăng được cung cấp cho những khách hàng trẻ tuổi.
Chiếc Optra Wagon cũng được đưa vào dòng xe năm 2005 nhưng có cùng kiểu dáng với dòng sedan. Tuy chiều dài cơ sở và chiều rộng cùng như chiếc sedan, chiếc wagon cao hơn ở 59.1 in (1500 mm) và hơi dài hơn ở 179.7 in (4565 mm) và nặng hơn ở 2855 lb (1295 kg). Chiếc wagon có thanh mái hợp kim tiêu chuẩn, ghế sau gập 60/40 và ổ ra 12 volt ở khoang sau, ngoài những tuỳ chọn tương đương có trên mẫu sedan LS và LT.
Ngày 1 tháng 11 năm 2007, General Motors Canada đã thông báo họ đang đình chỉ việc nhập Optra cho năm 2008.

#### Trung Quốc
Tại Trung Quốc, những chiếc xe được đưa ra thị trường với mẫu Buick Excelle sedan và HRV (hatchback). Chiếc sedan, cũng được lắp ráp tại Trung Quốc, có ngoại thất được nâng cấp. GM đã xác nhận chiếc kế tiếp của Excelle đã ở trong kế hoạch sản xuất của họ vào tháng 8 năm 2009. Chiếc xe sẽ dựa trên Chevy Cruze và cũng sẽ được bán ở Hoa Kỳ.

#### châu Âu
Tại châu Âu, chiếc xe ban đầu được bán với tên Daewoo Lacetti, nhưng cuối năm 2004 nó được đổi lại là Chevrolet. Như ở thị trường nội địa, tại một số thị trường châu Âu, cái tên Lacetti cũng được dùng cho toàn bộ dòng sedan, station wagon và hatchback trên cùng cơ sở J-series. Ví dụ, tại Phần Lan và Đức, chỉ chiếc hatchback được bán dưới tên Lacetti.

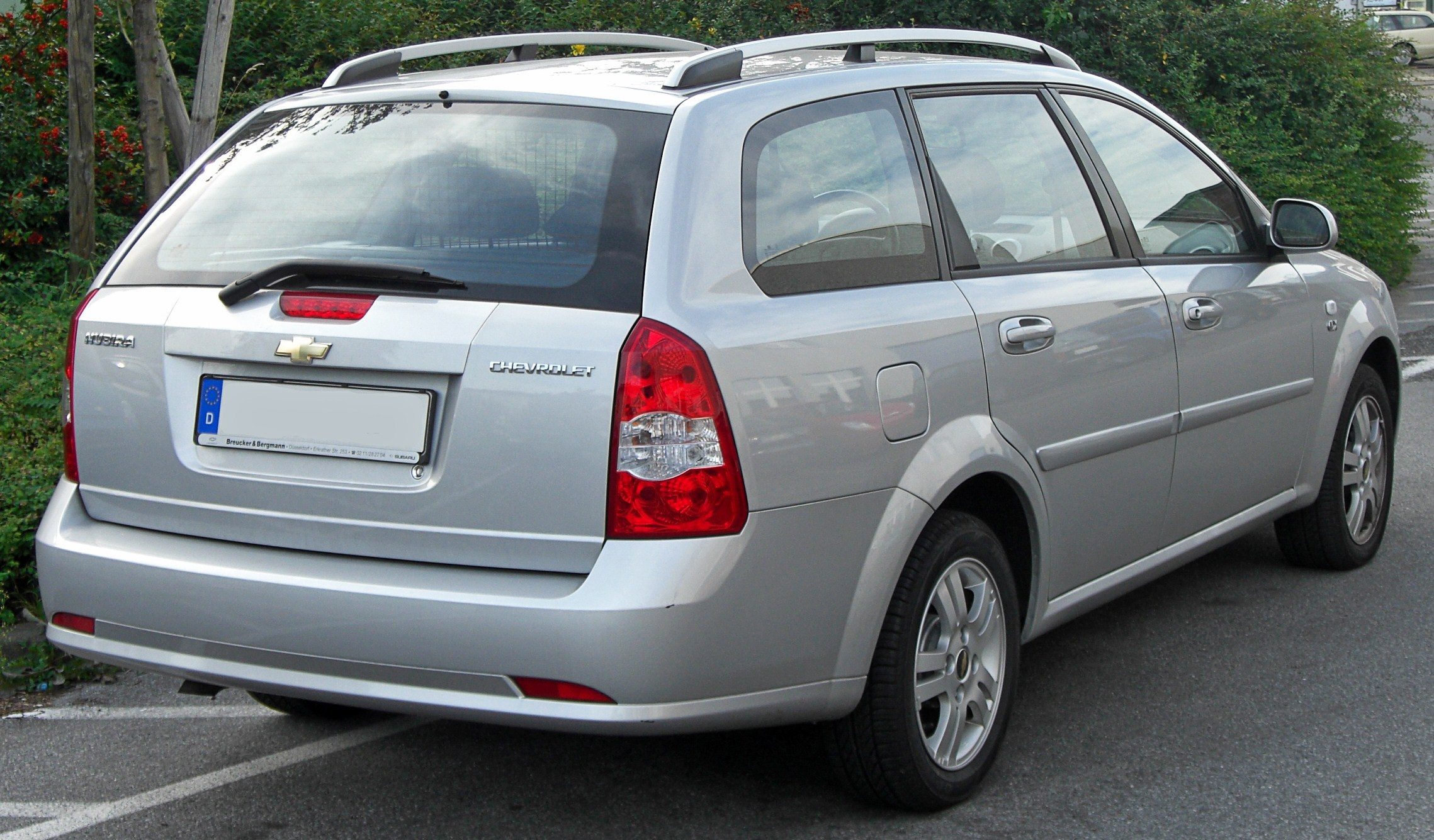
Euro-spec Chevrolet Nubira CDX Kombi

Các model châu Âu có tuỳ chọn những loại động cơ xăng 4 xi lanh sau:
- 1.4 L E-TEC II — 93 hp (69 kW) ở tốc độ 6300 rpm
- 1.6 L E-TEC II — 108 hp (80 kW) ở tốc độ 5800 rpm
  - 1.6L DOHC sedan (4 cửa) 108 bhp 0–100 km/h: 10.9 sec., tốc độ tối đa: 186 km MT 10–12 km/lít trong thành phố. 13–15 km/lít trên xa lộ.
  - 1.6L DOHC hatch (5 cửa) 108 bhp 0–100 km/h: 10.6 sec., tốc độ tối đa: 184 km/h MT
- 1.8 L E-TEC II — 120 hp (90 kW) ở vòng quay 5800 rpm

8.5-9.5 km/lít trong thành phố. 12–14 km/lít trên xa lộ.
- 2.0 L E-TEC II — 132 hp (101 kW) ở 5800 rpm

8.5–9 km/lít trong thành phố. 12-13.5 km/lít trên xa lộ.
- - 2.0L DOHC sedan (4 cửa) 132 bhp 0–100 km/h: 9 sec., tốc độ tối đa: 202 km/h MT

Tại châu âu phiên bản sedan cũng được bán với tên Daewoo Nubira, nhưng cuối năm 2003 có thông báo rằng Daewoo sẽ đổi thương hiệu thành Chevrolet ở các thị trường châu Âu và việc bán Chevrolet Nubira bắt đầu từ đầu năm 2004, ban đầu chỉ ở Đông Âu. Sau khi đổi thương hiệu các sản phẩm Daewoo thành Chevrolet trên khắp châu Âu, Nubiras được đổi tên thành Chevrolet Lacetti tại một số thị trường, vì thế mở rộng dòng Lacetti không chỉ gồm một model hatchback 5 cửa mà cả các mẫu sedan và station wagon cùng với Hàn Quốc.
Các động cơ được chế tạo cho Nubira và những chiếc xe anh em khác thương hiệu của nó đều như của Lacetti. Động cơ 1.8L bốn xi lanh có nguồn gốc từ nhà sản xuất ô tô Australia, Holden và giống với động cơ được dùng cho chiếc 2004 Astra. Nó thường được gọi là "Family 2 unit". Tất cả chúng đều là động cơ xăng 4 xi lanh.

#### Ấn Độ
Năm 2002, Lacetti được sản xuất ở Ấn Độ và được bán với tên gọi Optra và phiên bản hatchback với tên gọi Chevrolet Optra SRV (trước kia được gọi/bán là Chevrolet SRV), họ đang có kế hoạch đưa ra một phiên bản dùng động cơ diesel 2L mới trong tương lai gần.
Chiếc Optra được bán với hai tuỳ chọn động cơ, 1.6 L và 1.8 L. Ở tuỳ chọn thứ nhất có ba cấp độ bố trí, Elite, Elite LS, và LT Royale. Ở tuỳ chọn động cơ thứ hai, có hai cấp độ bố trí LT và LT AT, LT AT có hệ thống truyền động tự động.
Năm 2007 GM Ấn Độ đã cho ra đời chiếc Optra dùng động cơ diesel được gọi là Optra Magnum. Chiếc Magnum có mũi và nội thất hơi khác so với phiên bản chạy xăng. Hiện cả phiên bản chạy xăng và diesel thể thao đều có mũi mới (như mũi chiếc Optra SRV nhưng với lưới tản nhiệt trước hơi khác) và đèn đuôi, và được bán với tên gọi Optra Magnum xăng/diesel.

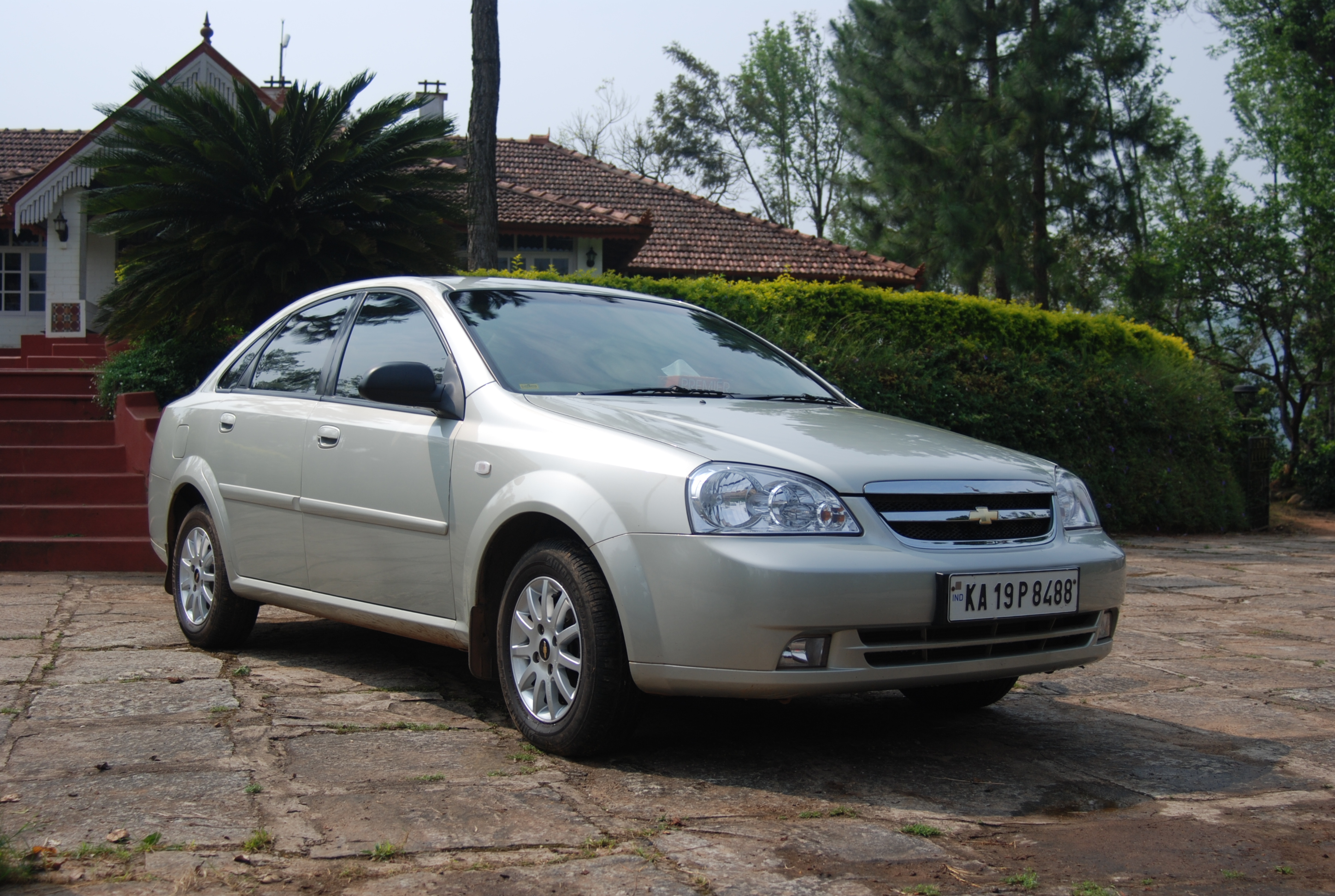
Chevrolet Optra 1.6 Elite - 2006 model
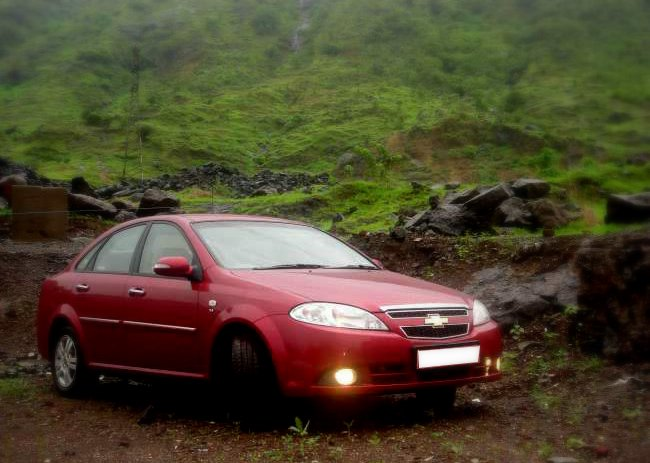
Chevrolet Optra 2.0 Magnum sedan (Ấn Độ)
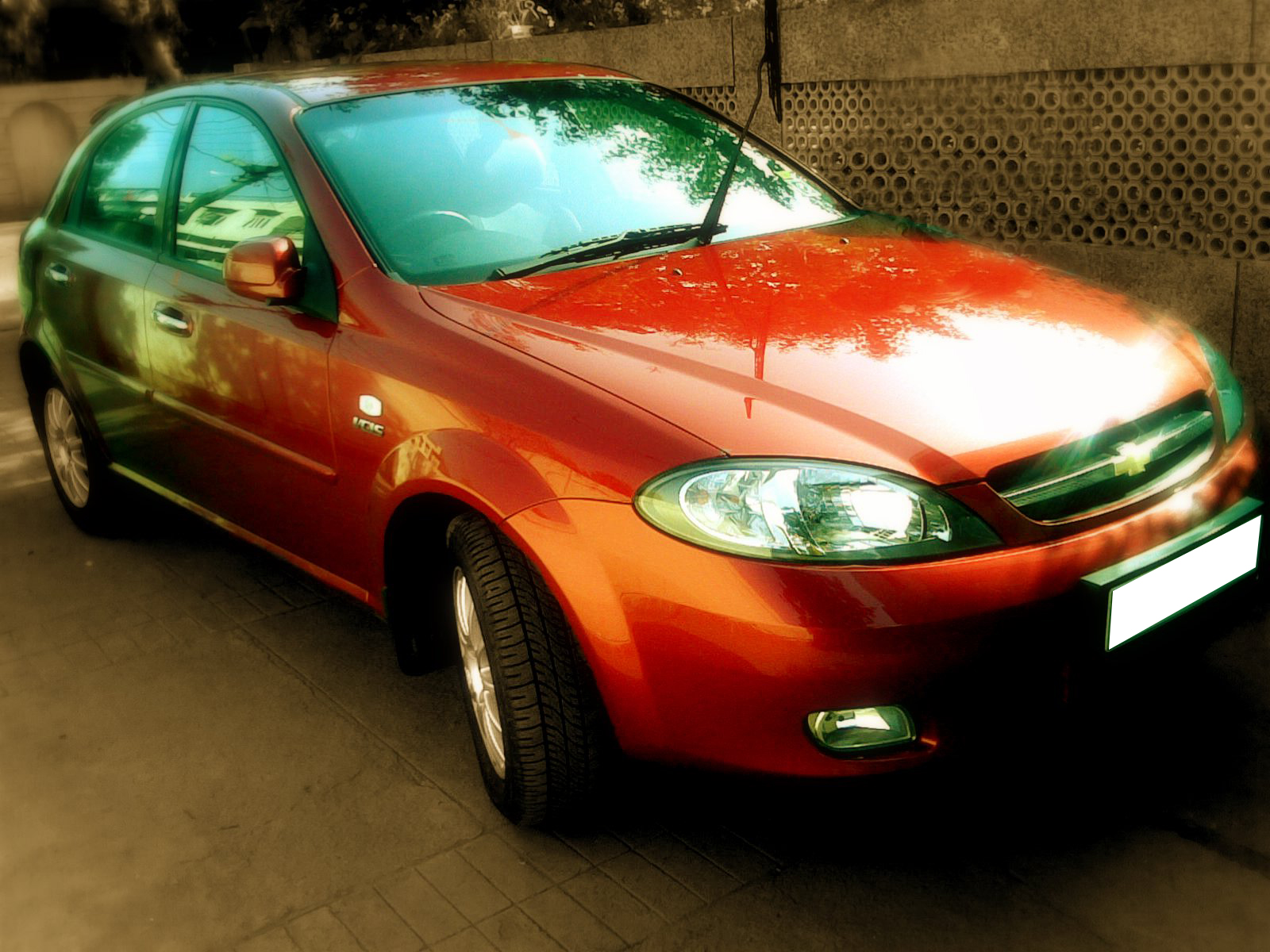
Chevrolet Optra SRV (Ấn Độ)

#### Nhật Bản
Tại Nhật Bản, Suzuki đã phân phối Lacetti trong một thời gian ngắn với model Chevrolet Optra station wagon. Nó có hai cấp bố trí, LS và LT. Cả hai đều có tuỳ chọn truyền động tay 5 cấp hay truyền động tự động 4 cấp với một cần số trên bảng điều khiển. Chiếc Optra Wagon dùng động cơ 1.6 L hay 1.8 L.

#### Mexico
Tại México, Lacetti xuất hiện trên thị trường năm 2006 với tên gọi Optra để thay thế chiếc Chevrolet Cavalier và chỉ model sedan được bán.

#### Colombia
Tại Colombia, dưới thương hiệu Chevrolet, nó được tung ra năm 2004 với phiên bản sedan cùng các tuỳ chọn động cơ sau:
1.4 L động cơ GM Family 1 E-TEC II - 94 hp (69 kW) ở 6300 rpm 1.8 L động cơ GM Family II E-TEC II - 121 hp (90 kW) ở 5800 rpm Optra 1800 cc 2007 tại Colombia, Optra CO.
Năm 2006 phiên bản hatchback được giới thiệu, với chỉ động cơ 1.8 lít.
Tới cuối năm 2007, thay thế các động cơ 1.4 lít bằng một trong động cơ sau:
1.6 L động cơ GM Family 1 E-TEC II - 109 hp (80 kW) ở 5800 rpm. Ngoài ra, thiết kế bánh nâng cấp cho mọi model cũng được cung cấp.
Có thể có giá từ $ 43.290.000 đến $ 51.990.000 pesos.

#### Đông Nam Á
Tại Singapore, Chevrolet thay thế thương hiệu Daewoo sau khi GM mua lại Daewoo. Nó vẫn được cung cấp với cùng dòng từ Daewoo, gọi là Optra sedan, Optra station wagon và Optra5 hatchback tại Malaysia, Thái Lan, Philippines và Indonesia. Những chiếc xe này sử dụng động cơ 1.6 L hay 1.8 L engine với một bộ truyền động tự động cho các model đã được lựa chọn.

#### Hoa Kỳ
Suzuki đã đưa ra thị trường chiếc Lacetti được đổi tên thành Forenza và Reno bắt đầu tại Hoa Kỳ năm 2004 sau sự chấm dứt hoạt động của Daewoo Bắc Mỹ năm 2002 và thay thế Daewoo Nubira station wagon. Chiếc Forenza/Reno ở khoảng giữa Aerio (sau này là SX4) và chiếc hiện đã ngừng sản xuất Verona. Tại lãnh thổ Guam và Đảo Bắc Mariana, nó được bán với tên Chevrolet Optra, nhưng chỉ có dòng sedan.
Dòng model Hoa Kỳ có đặc điểm sử dụng động cơ 2.0 L 4 xi lanh E-TEC II sản xuất bởi Holden, có công suất tối đa 126 hp ở 5600 rpm.
Automotive News nói rằng Forenza và Reno sẽ ngừng sản xuất trong năm 2008 và Forenza đã được thay thế bằng Suzuki SX4 sedan sau năm 2008.

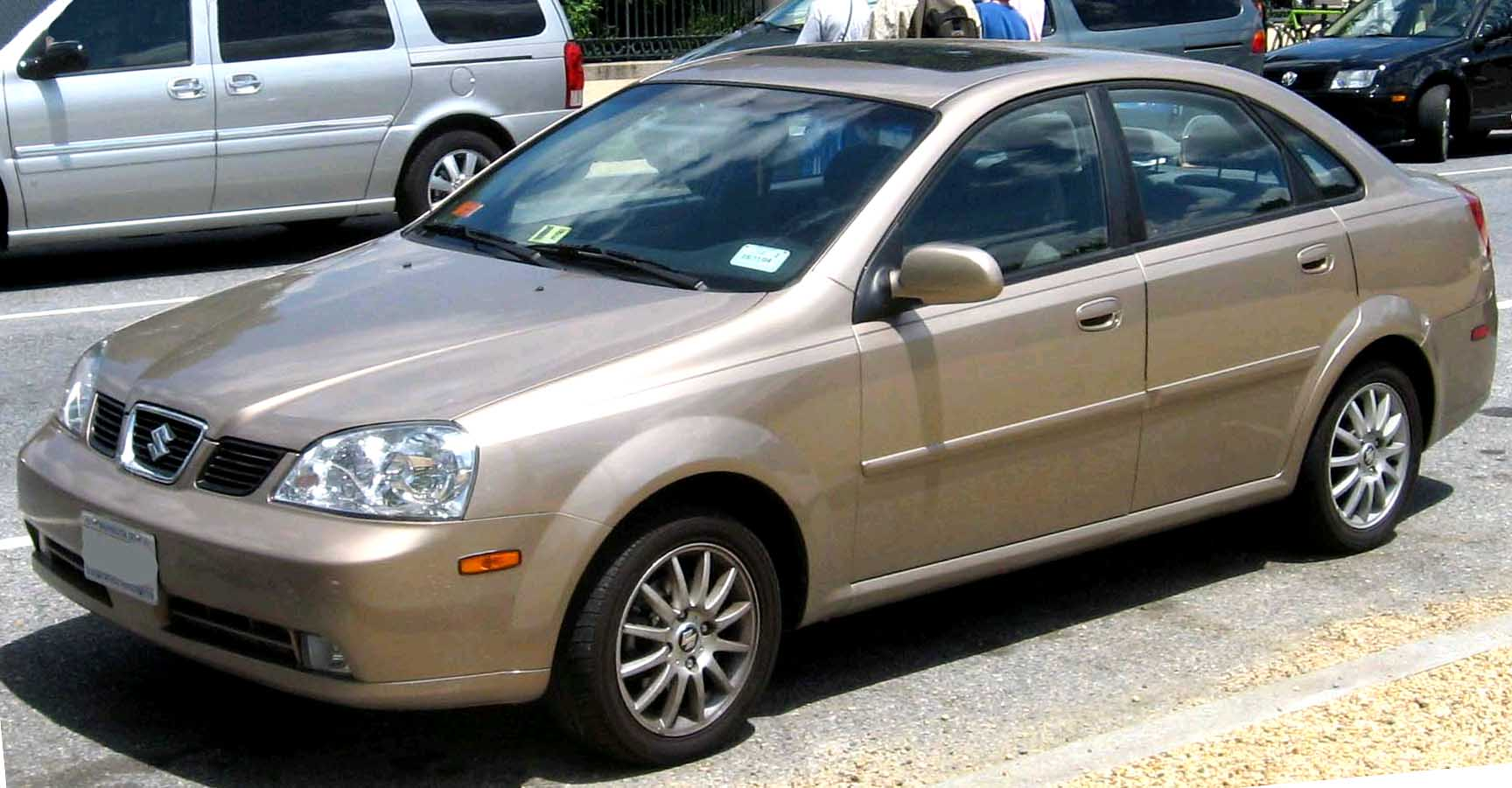
2004-2005 Suzuki Forenza sedan
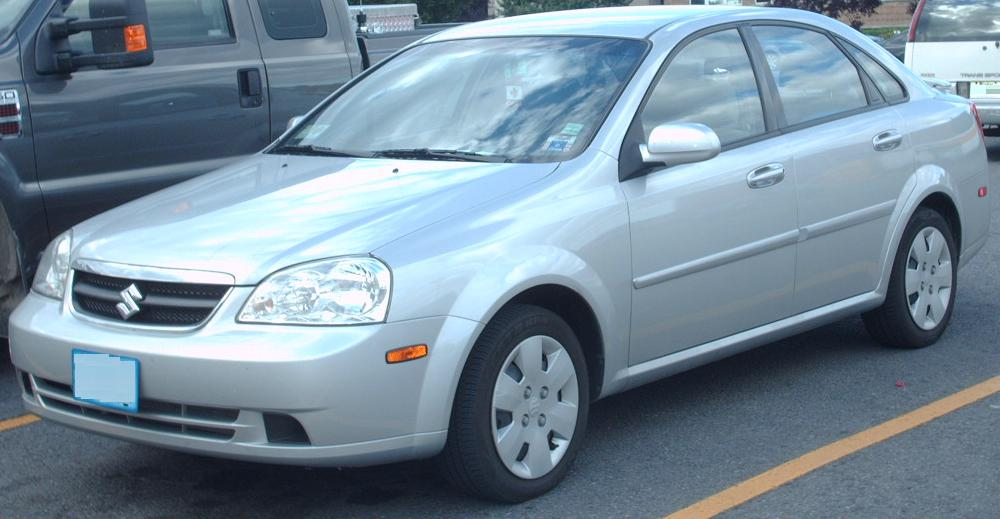
2006-2008 Suzuki Forenza sedan
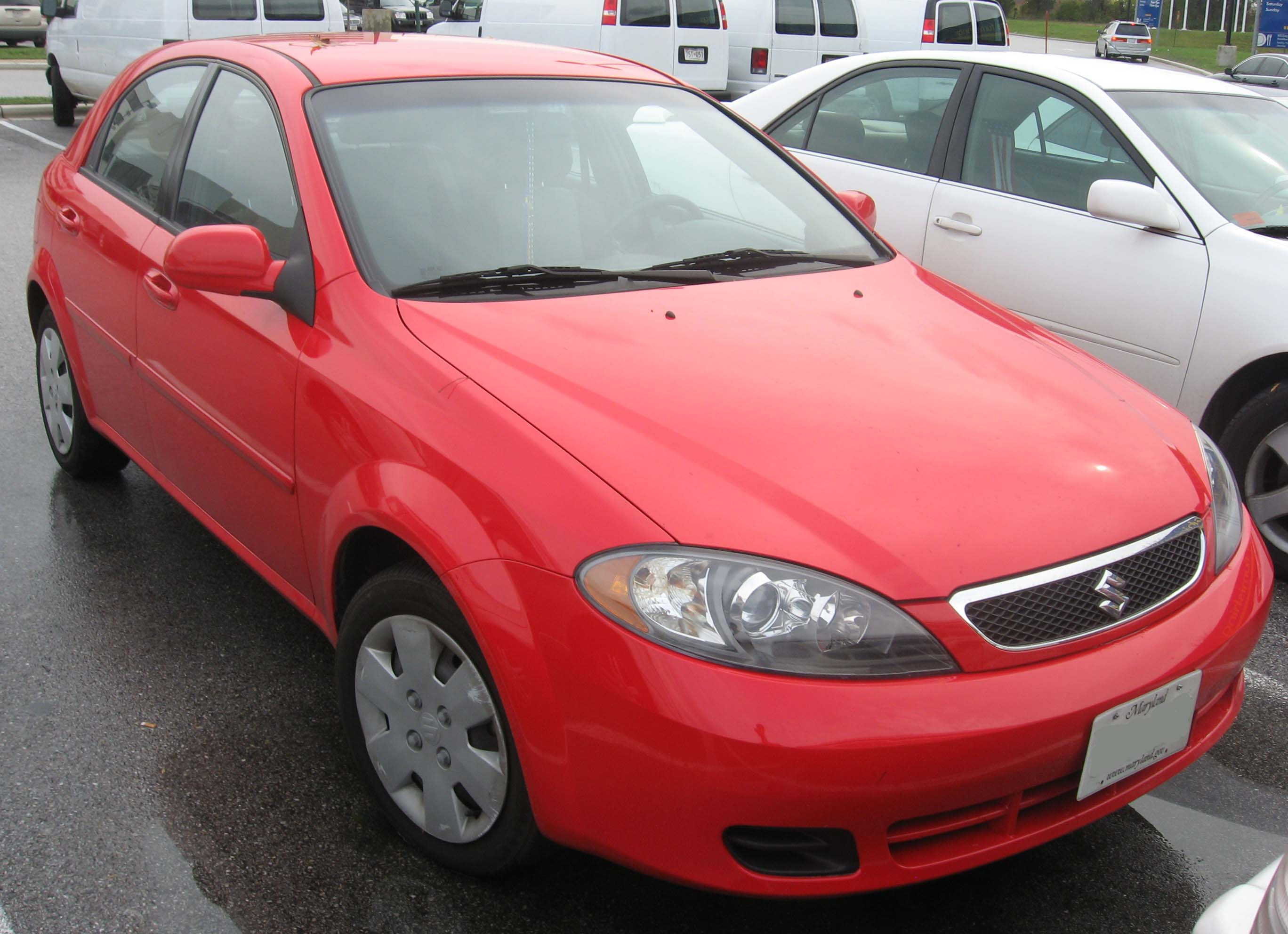
2006-2008 Suzuki Reno

## Thế hệ thứ hai (2008–hiện tại)
Thế hệ Lacetti thứ hai được chế tạo trên cơ sở GM Delta II được bán trên hầu hết các thị trường là Chevrolet Cruze.

## Top Gear
Chiếc Chevrolet Lacetti đã được chọn là chiếc xe có giá hợp lý nhất trong chương trình của Top Gear "Ngôi sao trong một chiếc xe có giá hợp lý" tập tháng 8 năm 2006 và hiện vẫn là chiếc xe có giá hợp lý nhất thay thế chiếc Suzuki Liana.